# Koigi-Väljaküla
Koigi-Väljaküla is een plaats in de Estlandse gemeente Saaremaa, provincie Saaremaa. De plaats heeft de status van dorp (Estisch: küla).
Tot in oktober 2017 lag de plaats in de gemeente Orissaare en heette ze Väljaküla. In die maand ging Orissaare op in de fusiegemeente Saaremaa. Omdat in de nieuwe gemeente nog een dorp Väljaküla ligt, kreeg dit dorp de naam Koigi-Väljaküla, naar het buurdorp Koigi.

## Bevolking
Het dorp had 3 inwoners op 31 december 2011 en ook 3 inwoners op 31 december 2021.

## Ligging
Ten oosten van Koigi-Väljaküla ligt het natuurgebied Koigi maastikukaitseala, 23,71 km² groot. Het moerasgebied Koigi soostik, 39,8 km² groot, ligt voor een deel in dit natuurgebied.

## Geschiedenis
(Koigi-)Väljaküla werd in 1798 voor het eerst genoemd als nederzetting op het landgoed van Reina. In de jaren 1977–1997 maakte Väljaküla deel uit van het buurdorp Tagavere. In 1997 werd het weer een zelfstandig dorp.